# K. B. Hallen
Die K. B. Hallen ist eine Mehrzweckhalle in Frederiksberg, Region Hovedstaden, im Großraum der dänischen Hauptstadt Kopenhagen. Der Besitzer war und ist der Sportverein Kjøbenhavns Boldklub (KB).

## Geschichte
Die K. B. Hallen wurde 1938 fertiggestellt und vom dänischen König Christian X. eingeweiht. Zur damaligen Zeit war es die größte private Sportanlage Europas. Die Arena wurde hauptsächlich für Badminton, Tennis, Basketball und Volleyball genutzt. Die Arena, die 3.000 Besucher für Konzerte fasste, galt aber auch als wichtige Bühne für Erstauftritte internationaler Künstler in Dänemark. So spielten die Beatles und Eric Clapton einige ihrer ersten Konzerte in Dänemark in der K. B. Hallen. Am 28. September 2011 wurde die Arena bei einem Brand komplett zerstört. Verantwortlich soll Berichten zufolge ein Kabelbrand oder ein Kiosk im Gebäude sein. Die Unglücksursache blieb ungeklärt. Die Firma Christensen & Co wurde im Jahr 2016 beauftragt, eine neue Halle nach dem Vorbild der originalen Veranstaltungsarena zu errichten. Am 5. Dezember 2018 fand schließlich die Wiedereröffnung durch Kronprinz Frederik statt.

## Galerie

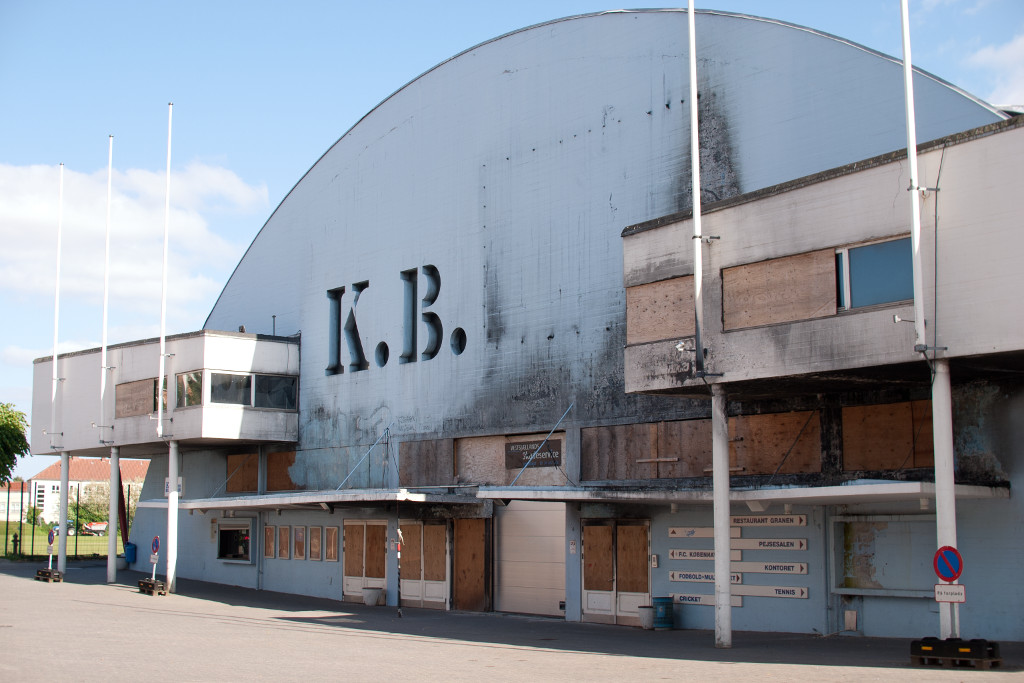
Die K. B. Hallen mit Brandschäden im Juni 2013